# Richard Steele
Sir Richard Steele (bap. 12. marca 1672 - 1. septembra 1729) je bil irski pisatelj, dramatik in politik, ki se je s svojim prijateljem Josephom Addisonom revije The Spectator spominjal kot soustanovitelj.
Zgodnje življenje
Steele se je rodil v Dublinu na Irskem marca 1672 Richardu Steeleu, bogatemu odvetniku, in Elinor Symes (rojeni Sheyles); njegova sestra Katherine se je rodila prejšnje leto. Bil je vnuk sira Williama Steelea, lordskega kanclerja in njegove prve žene Elizabeth Godfrey. Njegov oče je živel v Mountown House, Monkstown, okrožje Dublin. Njegova mati, katere družinsko poreklo je malo znano, je bila opisana kot ženska "velike lepote in plemenitega duha".
Njegov oče je umrl, ko je bil star štiri leta, mati pa leto kasneje. Steelea sta v veliki meri vzgajala njegov stric in teta Henry Gascoigne (tajnik Jamesa Butlerja, prvega vojvode Ormonde) in Lady Katherine Mildmay. [1] Član protestantske gospode se je izobraževal v šoli Charterhouse, kjer je prvič spoznal Addisona. Potem ko je začel v Christ Church v Oxfordu, je nadaljeval na Merton College v Oxfordu, nato pa se pridružil reševalcem iz gospodinjske konjenice, da bi podprl vojne kralja Williama proti Franciji. Naročeno mu je bilo leta 1697, v dveh letih pa se je povzpel do kapetana. [2] Steele je vojsko zapustil leta 1705, morda zaradi smrti poveljnika 34. stopala, lorda Lucasa, kar mu je omejilo možnosti napredovanja.
Leta 1706 je bil Steele imenovan za gospodinjstvo danskega princa Georgea, soproge Ane, kraljice Velike Britanije. Pridobil si je tudi naklonjenost Roberta Harleyja, grofa od Oxforda.
V politiki
Steele je leta 1713 postal član vigovskega parlamenta za Stockbridge. [3] Kmalu so ga izgnali, ker je izdal brošuro v korist hanoverskega nasledstva. Ko je George I iz Velike Britanije v naslednjem letu prišel na prestol, je bil Steele viteški in prejel odgovornost za gledališče Royal, Drury Lane, London. V parlament se je vrnil leta 1715, v Boroughbridge. [4]
Medtem ko je bil na Drury Lane, je Steele napisal in režiral sentimentalno komedijo Zavestni ljubimci, ki je bila takojšen hit. Izpadel pa je z Addisonom in upravo nad Peerage Bill (1719), leta 1724 pa se je umaknil v domovino svoje druge žene Wales, kjer je preživel preostanek svojega življenja. [5]
Steele je bil član kluba Kit-Kat. Tako Steele kot Addison sta se tesno povezala z otroško kavarno na cerkvenem dvorišču sv. Pavla. [6]
Kasnejše življenje
Hiša Sir Richarda Steeleja v Llangunnorju blizu Carmarthena, 1797
Steele je po smrti žene Marije ostal v Carmarthenu in je bil tam pokopan v cerkvi sv. Petra. Med obnovo cerkve leta 2000 je bila njegova lobanja odkrita v svinčeni skrinji, ki je bila v 70. letih dvajsetega stoletja nenamerno uničena.
Deluje
Prvo objavljeno delo Steelea, Christian Christian (1701), je poskušalo opozoriti na razlike med zaznano in dejansko moškostjo. Medtem ko je Steele služil vojsko, je napisal svojo brošuro moralnih navodil. Krščanski junak je bil na koncu zasmehovan zaradi tega, kar so nekateri mislili, da je hinavščina, ker Steele ni nujno sledil lastnemu pridiganju. [Kdo?] Ga je kritiziral, ker je izdal knjižico o morali, ko je sam užival v pijači, občasnih dvobojih in razuzdanosti po mestu.
Steele je istega leta napisal komedijo z naslovom Pogreb. Predstava je doživela velik uspeh in je bila izvedena na Drury Lane, s čimer je bil opozorjen na zabavo kralja in vigov. Nato je Steele napisal The Lying Lover, eno prvih sentimentalnih komedij, a neuspeh na odru. Leta 1705 je Steele s prispevki Addisona napisal The Tender Husband, kasneje istega leta pa je napisal prolog The Mistake Johna Vanbrugha, prav tako pomembnega člana kluba Whig Kit-Kat z Addisonom in Steeleom.
Napisal je predgovor k Addisonovi komediji The Drummer iz leta 1716.
Objave
Od 271 esejev, objavljenih v The Tatler, je Joseph Addison (levo) napisal 42, Richard Steele (desno) je napisal približno 188, ostali pa so bili sodelovanja obeh pisateljev.
Tatler, prva Steelova revija, je prvič izšla 12. aprila 1709 in je izhajala trikrat na teden: ob torkih, četrtkih in sobotah. Steele je to periodično pisal pod psevdonimom Isaac Bickerstaff in Bickerstaffu dal celotno, popolnoma razvito osebnost.
Steele je svoj motiv v pisanju knjige The Tatler opisal kot "razkrivanje lažnih veščin življenja, odstranjevanje krinkah zvijače, nečimrnosti in naklonjenosti ter priporočanje splošne preprostosti v naši obleki, diskurzu in vedenju". 7] Steele je ustanovil revijo in čeprav sta z Addisonom sodelovala, je Steele napisal večino esejev; Steele je napisal približno 188 od skupno 271, Addison pa 42, pri čemer 36 predstavlja skupna dela para. Medtem ko je Addison sodeloval pri The Tatler, ga pogosto štejejo za Steeleovo delo. [8]
Tatler je bil zaprt, da bi se izognili zapletom pri objavljanju whig publikacije, ki je bila pod napadom torijev. [9] Addison in Steele sta nato leta 1711 ustanovila The Spectator in leta 1713 tudi Guardian.
Družina
Leta 1705 se je Steele poročil z vdovo Margaret Stretch, ki je v naslednjem letu umrla. Na njenem pogrebu